# Kid Speed
Pour plus de détails, voir Fiche technique et Distribution.
Kid Speed est un court métrage muet américain de Larry Semon et Noel M. Smith, sorti le 16 novembre 1924 au cinéma. Le film est également connu sous le titre The Four-Wheeled Terror,.

## Synopsis
« The tale is told of two men bold, Both loving a maiden fair.
To decide the case they entered a race the loser to take the air. »
— Carton d'introduction
Dans son garage, Dan McGraw prépare sa voiture de course, pressant ses mécaniciens. De son côté, « Kid Speed », confiant dans son bolide (« a car that would make others look as slow as snails with lumbago ! »), soigne son apparence.
Avant la course, les protagonistes se retrouvent chez Smithy, le forgeron et garagiste du village : Kid Speed, Dan McGraw, ainsi que Lou, l’enjeu de l’épreuve, et son père, Avery DuPoise. Les rivaux gagnent ensuite le circuit, où d’autres concurrents les attendent. À l’aide de complices, Dan McGraw tente d’éliminer Kid Speed, qui parvient néanmoins à s’imposer et à conquérir le cœur de Lou.

## Fiche technique
Titre : Kid Speed
Autres titres : The Four-Wheeled Terror
Réalisation : Noel M. Smith et Larry Semon
Scénario : Larry Semon, Noel M. Smith et Leon Lee
Photographie : Hans F. Koenekamp
Producteur : Larry Semon
Société de production : Larry Semon Productions et Chadwick Pictures Corporation,

Société de distribution : Educational Film Exchanges
Pays d'origine :  États-Unis
Langue : titres en anglais
Format : Noir et blanc – 35 mm – 1,37:1 – muet
Genre : comédie burlesque
Longueur : deux bobines
Date de sortie : États-Unis : 16 novembre 1924

## Distribution
Source principale de la distribution :
Dorothy Dwan : Lou DuPoise, la jeune fille
James J. Jeffries : Smithy, le forgeron et propriétaire du garage
Oliver Hardy : le dangereux Dan McGraw
Frank Alexander : M. Avery DuPoise, le père
William Hauber : le shérif Phil O'Delfa
Grover Ligon : figuration
Larry Semon : Speed Kid
Parmi la distribution non créditée :
Spencer Bell : le copilote et mécanicien de Speed Kid

## Autour du film
Kid Speed relève de la comédie burlesque centrée sur une course automobile, un cadre propice aux gags et aux cascades. Des véhicules sont filmés à pleine vitesse et des plans larges mettent en scène des prouesses de pilotage, tandis que les gros plans recourent à des artifices de tournage courants à l’époque. L’ancien champion du monde poids lourds James J. Jeffries y apparaît dans un second rôle, avant une brève carrière au cinéma.